# Caricea acuticauda
Caricea acuticauda är en tvåvingeart som först beskrevs av Huckett 1966.  Caricea acuticauda ingår i släktet Caricea och familjen husflugor.
Artens utbredningsområde är Kalifornien. Inga underarter finns listade i Catalogue of Life.